# Лютеранский церковный календарь
Лютеранский церковный календарь — литургический календарь Евангелическо-Лютеранской Церкви, в котором указаны основные периоды церковного года и даты праздников. По структуре периодов практически идентичен католическому, однако отсутствуют небиблейские праздники. Помимо этого в календаре присутствуют даты типа Дня Аугсбургского исповедания (25 июня), Дня Реформации (31 октября) или дней рождения святых и выдающихся лютеранских теологов, однако их празднование является адиафорной традицией.

## Литургический год
Литургический год начинается в первое воскресенье Адвента (4 воскресенье перед Рождеством) и делится на три периода — Рождественский, Пасхальный и период Церкви.

### Рождественский период
Этот период в свою очередь делится на три меньших временных промежутка — Адвент (период, включающий в себя четыре воскресения перед праздником Рождества), время от праздника Рождества до праздника Богоявления и время от праздника Богоявления до начала Пасхального периода.

### Пасхальный период
Начинается с пепельной среды, первого дня Великого поста. Включает в себя семь недель до Пасхи (Великий пост) и семь недель после Пасхи, во время которых отмечают Вознесение Господне (40-й день после Пасхи), Пятидесятницу и День Святой Троицы. Помимо Пасхи во время Великого поста особенно отмечают Вербное воскресенье и Страстную Пятницу.

### Период Церкви
Этот период охватывает преимущественно лето и осень. Последнее воскресенье перед Адвентом именуется Судным Воскресеньем.

## Лютеранские святые
Лютеранская церковь особенно отмечает память следующих святых:
- 26 декабря — Стефан
- 27 декабря — Иоанна Богослова
- 28 декабря — Избиение младенцев
- 25 апреля — Марк
- 24 июня — Иоанна Крестителя
- 29 июня — Петра и Павла
- 21 сентября — Матфея
- 18 октября — Луки